# 静岡大火

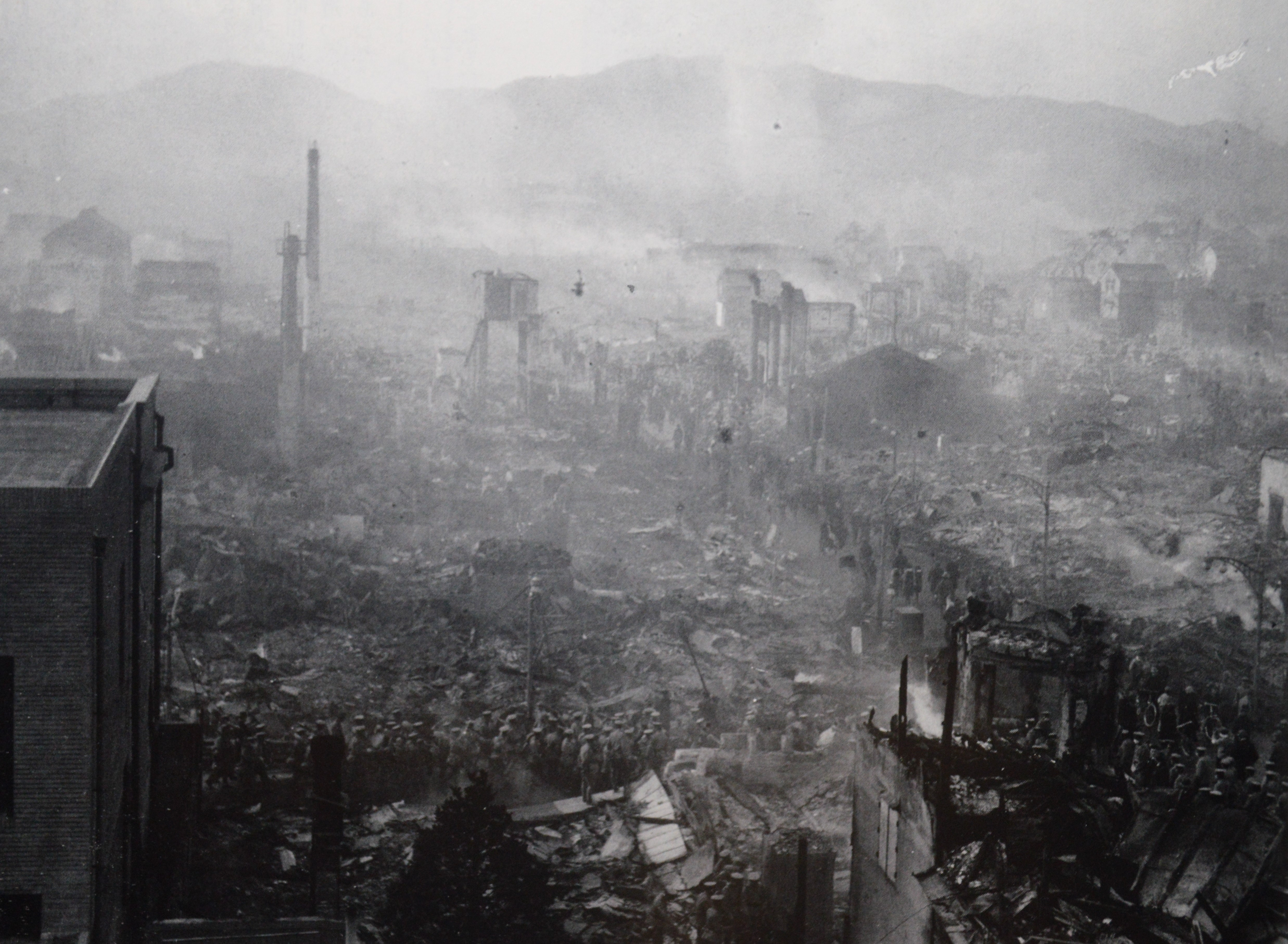
火災後の七間町付近の様子

静岡大火（しずおかたいか）は、1940年（昭和15年）1月15日に静岡市（現在の静岡市葵区、駿河区）で発生した火災である。

## 概要

### 最初の火災
1940年1月15日。静岡市では北西の風が吹き募っていた。12時には風速9.2m/hを観測した。12時08分ごろ、静岡市（現・葵区）新富町一丁目28番地の大工方の住宅で、妻が昼食を準備するためかんな屑や薪をかまどの燃料として湯を沸かしていたところ、台所の煙突から飛んだ火の粉が隣家の荷馬車業宅厩舎の屋根に燃え移った。さらに南東に隣接している市立三番町小学校（現・市立番町小学校）に延焼し、校舎1棟を全焼、1棟を半焼して13時30分ごろ鎮火した。

### 飛び火による火災
小学校の鎮火により収拾したと思われたが、消しきれなかった火の粉が強風にあおられて南東に約650m離れた上大工町（現・葵区大工町）に飛び、本通りのローリー付近の民家約50戸が焼失。（小学校から上大工町までの間に火災は発生していない）。さらに人宿町、下石町にも飛び火。折からの強風は風速約20mに強まるなかでさらに火勢が増し、消防隊の手にも負えなくなった。炎は市の繁華街の大部分をなめ尽くし、静岡駅も越え南部（現・駿河区）の一部にも燃え広がった。翌16日の3時30分ごろ鎮火した。

## 罹災状況
- 焼失町数　全町焼失：47町　一部焼失：38町　計：85町
- 焼失戸数　全焼5,229戸　半焼46戸　計5,275戸
- 罹災人口　27,518名　死者1名　重傷者8名　軽傷者780名

### 焼失した主な施設
所在地は当時

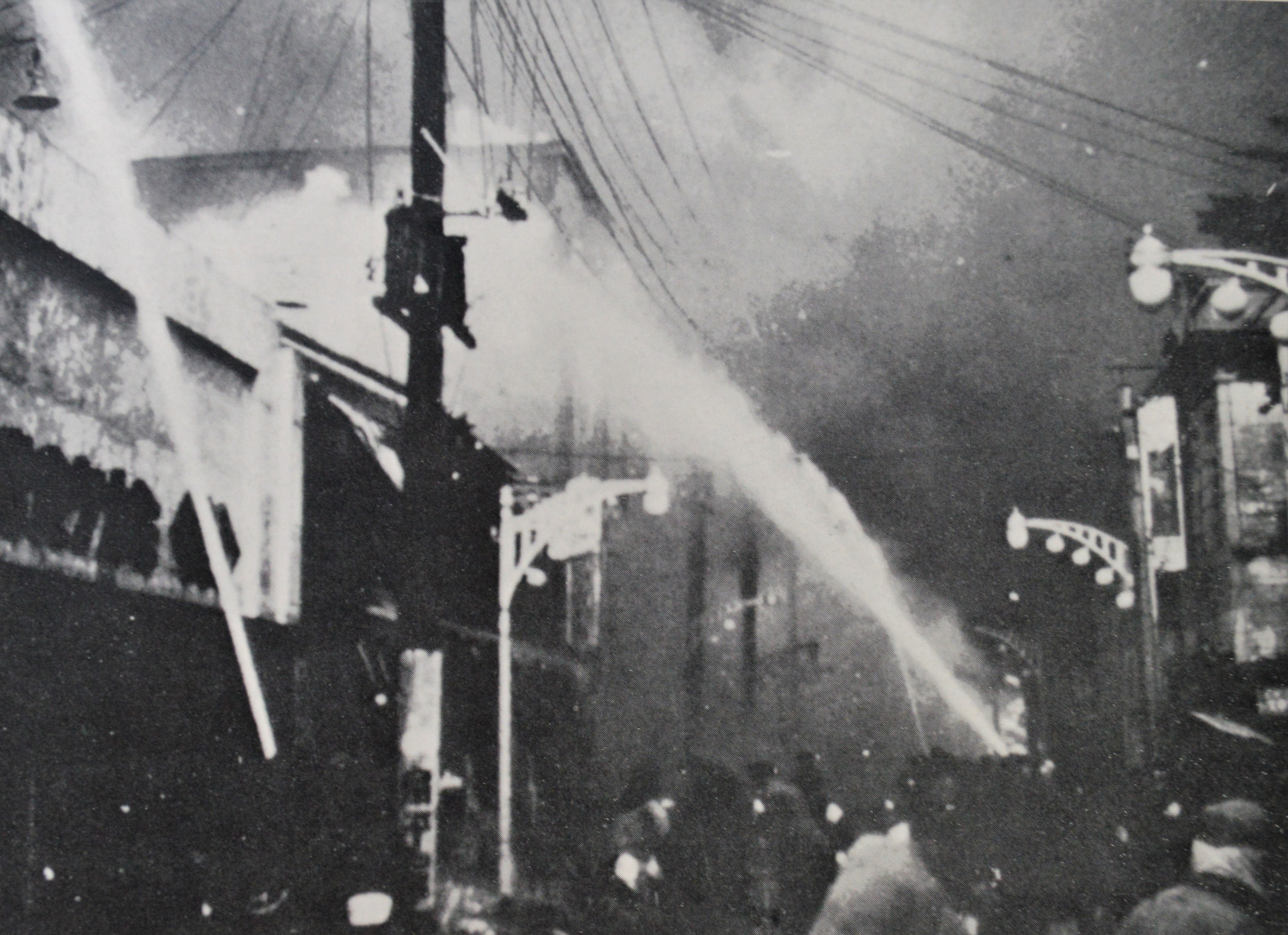
消火の様子

- 公共機関：鉄道省静岡駅、静岡電気鉄道鷹匠町駅（現:静岡鉄道新静岡駅）、静岡郵便局、静岡電話交換所、静岡運輸事務所[2]。
- 神社：別雷神社（七間町三丁目）、小梳神社（紺屋町）、津島神社（梅屋町）など計5社
- 寺院：宝台院（下魚町）、教覚寺（常慶町）、華陽院（誉田町）、法伝寺（伝馬町）など計23寺

寺町一～四丁目、西寺町にあった寺院群11寺が焼失した。
- 旅館：浮月楼、大東館（紺屋町）など計54軒
- 商店・企業：松坂屋静岡店、田中屋百貨店、静岡瓦斯など
- 学校：三番町小学校、森下小学校、伝馬町小学校、静岡女子商業学校（稲川町=飛び火により）など
- 映画館：9館、料理店：14店、工場：54棟

追手町にあった官庁街（静岡県庁舎、静岡市役所、日赤病院、旧御用邸など）や静岡三十五銀行本店、静岡電気鉄道は延焼を免れた。

## 参考資料
- 静岡市火災資料誌 P.81 - P.85（長田克俊 1986.3）
- 静岡市の大火（静岡谷島屋書店 1940.3）
- 静岡市火災誌（静岡県 1942.5）